# Bogányi Gergely
Bogányi Gergely (Vác, 1974. január 4. –) Kossuth- és Liszt Ferenc-díjas magyar zongoraművész, zeneszerző, Bogányi Bence fagottművész testvére.

## Élete
Apja Bogányi Tibor (1936–2023) karnagy, zenetanár. Négyéves korában kezdett zongorázni szülővárosában a váci Zeneiskolában, ahol az első zongoratanára Szabó Katalin volt. Hatévesen különdíjasa volt a nyíregyházi Országos Zongoraversenynek (1980), amit kilencévesen (1983) meg is nyert. Már a versenyen felfigyelt különleges tehetségére Máté Klára (zsűritag volt) zeneakadémiai tanárnő. 1984-ben tízévesen, már nem ismeretlenül, felvételt nyert a Zeneakadémia előképző 'különleges tehetségek osztályába', ahol a tanára kezdetben Máté Klára volt majd később Esztó Zsuzsa és végül Baranyay László volt a Liszt Ferenc Zeneművészeti Egyetemen is. 1993-ban a finn zeneakadémia ösztöndíjasaként tizenkilenc évesen eljutott a tengerentúlra egy amerikai zeneművészeti egyetemre, ahol egyéves ösztöndíjjal tanult. Ottani tanulmányait a budapesti Zeneakadémiával párhuzamosan végezte. Az Amerikai Egyesült Államokban az Indiana Egyetemen Sebők György (†1999) és a helsinki Sibelius Akadémián Matti Raekallio professzorok irányították munkáját. Az USA-ba 2004 során tért vissza, és koncertezett régi tanulmányai színhelyén az Indiana Egyetemen Kelemen Barnabás hegedűművésszel.
Évről évre ellátogat Erdélybe is, ahol Marosvásárhelyen és más városokban is játszik.
Hangversenyezett a világ leghíresebb koncerttermeiben. Repertoárján több mint harminc zongoraverseny és a zongorairodalom jelentős része szerepel.
Eddigi munkásságának egyértelmű csúcspontja a 2010-es Chopin-év alkalmából rendezett két napon átívelő koncertsorozata, ahol is a zeneszerző összes, szólózongorára írt művét megszólaltatta.

## Magánélete
Felesége Szakács Luca, volt felesége Maria B. Raunio finn származású festőművész, egy lányuk van.

## Díjai, kitüntetései
- Nyíregyházi Országos Zeneiskolai Zongoraverseny (1983) kategóriájában első helyezett[4]
- Budapesti Liszt Ferenc Nemzetközi Zongoraverseny első helyezettje (1996)[5]
- Vác díszpolgára (1996)
- Liszt Ferenc-díj (2000)
- Fehér Rózsa Lovagrend Érdemkeresztje (2002) – Finn állami kitüntetés
- Pest megye kultúrájáért (2003)
- Kossuth-díj (2004)
- Zebegény díszpolgára (2007)
- Junior Prima díj (2008)
- Budapestért díj (2010)[6]
- Prima díj (2011)
- Budapest díszpolgára (2016)[7]

## Lemezei
Diszkográfiája hét lemezt foglal magába Mozart-versenyművekkel, Chopin és Liszt zongoraműveivel, Chopin és Rachmanyinov cselló-zongora szonátáival és Liszt teljes hegedű-zongora termésével.
Önálló lemezfelvételei jelentek meg Mozart versenyművekkel, Chopin zongoraműveivel és Liszt Ferenc zongoraterméseivel.
- The Chopin Album
- Chopin
- Mozart zongora-verseny
- Chopin Rachmaninov
- Chopin 2002
- Aranyszín köntösbe
- Villa Gyllenberg
- Mozart
- Liszt
- Gergely Bogányi: Chopin Schumann

## Bogányi-zongora

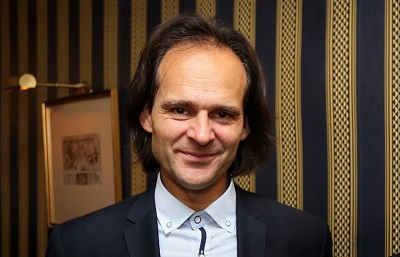
Bogányi Gergely (2018)

A zongoraművész és konstruktőrök csoportja egy új elképzelés és technológia alapján épített egy teljesen egyedi formájú és felépítésű zongorát. „Nemcsak a zongora lelkét, a rezonánst reformáltuk meg, amit fa helyett karbonkompozitból készítünk, hanem a hangszer más alkatrészeit is. Ezek összességének köszönhető a nagyon tiszta, erőteljes, felhangdús hang”, így mutatta be a saját nevét viselő, magyar fejlesztésű új hangszert Bogányi Gergely.

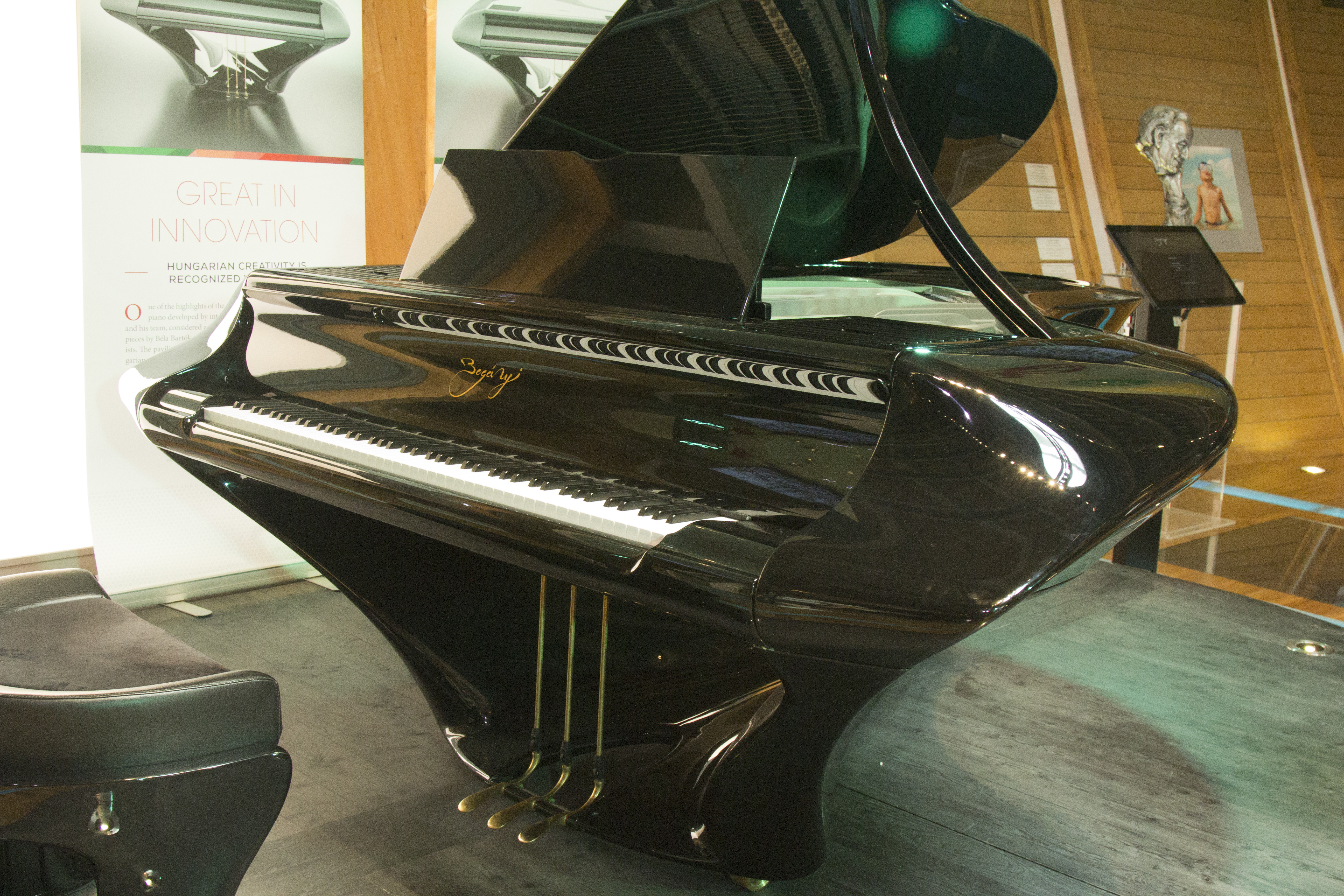
A Bogányi-zongora a 2015-ös milánói expón

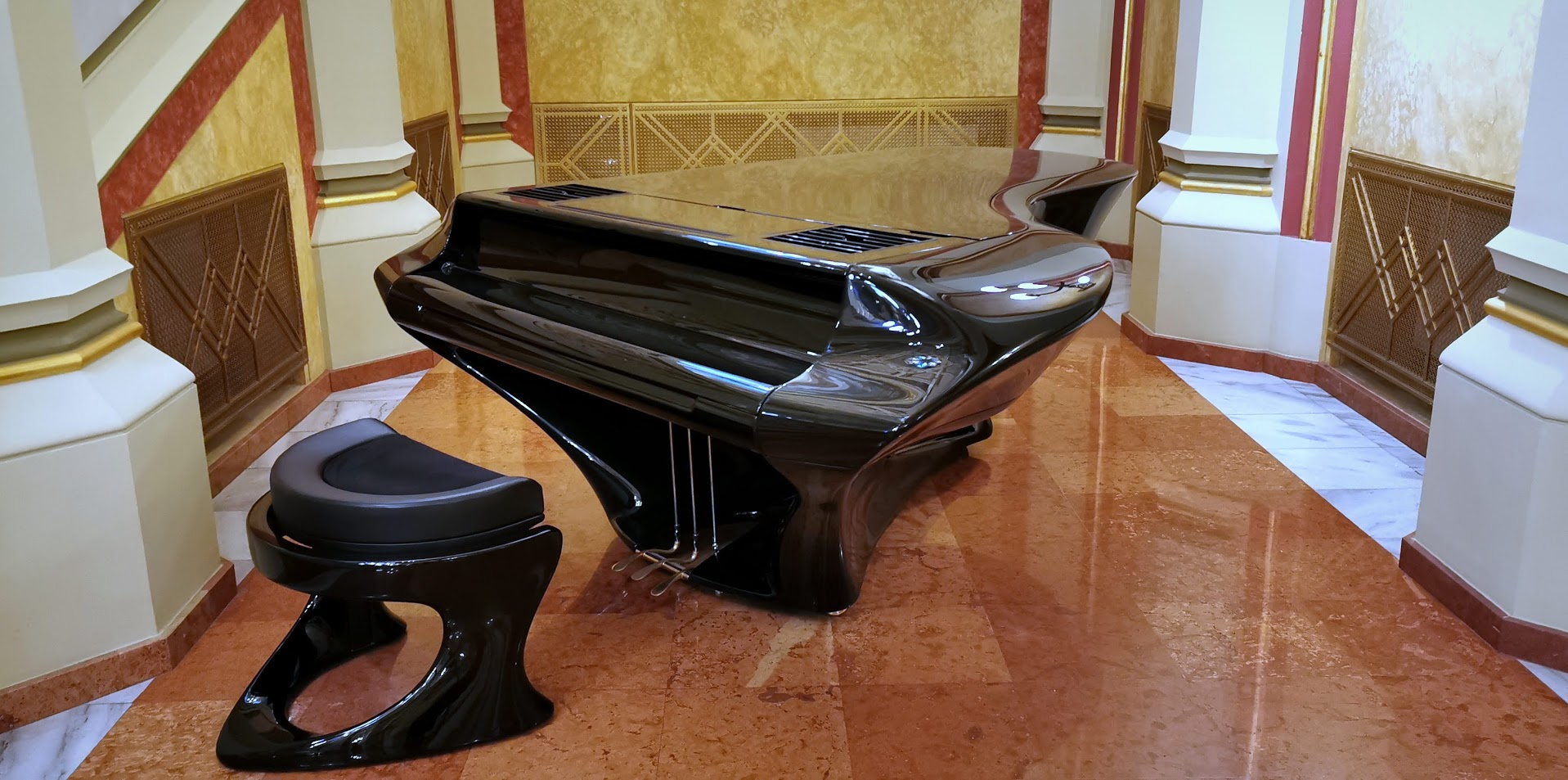
Bogányi-zongora a Pesti Vigadóban

A megvalósításhoz szakembereket keresett maga mellé, és több mint 7 év alatt készítették el az áramvonalas „csodazongora” prototípusát a vágyott hangzással. A kivitelezésben többek között Bolega Attila főkonstruktőr, Üveges Péter Attila főtervező-dizájner, valamint Cs. Nagy József zenetechnikus, intonációs szakember működtek közre. 
2015. január 20-án ismerhette meg a nyilvánosság az új típusú hangversenyzongorát a Budapest Music Centerben (BMC), és másnap a magyar kultúra napjának előestéjén egy zártkörű gálán – Orbán Viktor miniszterelnök jelenlétében – debütált a Zeneakadémián. A bemutatón a készítők kiemelték, hogy a karbonkompozitból készült rezonáns (hangzófenék) ellenállóbb a környezet változó hatásaival szemben és tartósabb is, ami a modern hangszerek esetében elsődleges szempont. Az új anyag egyenletesebb hangzást és hangképet biztosít, ugyanakkor jelentősen megnövekedett lecsengési időt is, ami hozzájárul ahhoz, hogy a régi zongorák szép, barátságos hangzását idézve szólaljon meg. A gyártás során sikerült a XIX. század jeles magyar zongoraépítő Beregszászy Lajos örökségét is felhasználni (aki felfedezte, hogy a cselló domború hátához hasonlóan a zongora rezonánsa is továbbfejleszthető). A zongorába a legmodernebb – pár éve kifejlesztett – ún. agráf rendszert építették be, amely a játék közben megszabadítja a rezonátorlemezt a mintegy féltonnás mechanika terhétől. A zongorához kikísérletezett egyedi mechanikát az a németországi Louis Renner cég készíti és szállítja, amelyet 1882-ben alapítottak és ma a hangszerkészítés legmagasabb színvonalát képviseli. Formavilága is zenei indíttatású, nem csak szemet gyönyörködtető. A hangszer felfelé, de lefelé is szól: a lábaknak ugyanis akusztikus funkciójuk is van, hangvetőként a publikum felé terelik azt a hangmennyiséget, ami lefelé egyébként „elveszne”. A hagyományos három láb helyett alkalmazott két lábas struktúra ugyanakkor futurisztikus külsőt kölcsönöz a hangszernek.
A Milánói Expón bárki kipróbálhatta. A Magyar Állam 10 zongorát vásárolt, amelyeket az ország legkiemelkedőbb kulturális helyszínein helyeztek el, mint például a BMC, Müpa, Erkel Színház, Kodály Központ (Pécs), Kölcsey Központ (Debrecen), Pesti Vigadó, Zeneakadémia, Csajkovszkij Konzervatórium (Moszkva), Sibelius Akadémia (Helsinki).